# John E. Mack
John Edward Mack (New York City, New York, 4. listopada 1929. – London, 27. rujna 2004.), američki Psihijatar, pisac, profesor i šef odsjeka Harvardske medicinske škole te ufologija, koji se osobito bavio proučavanjem fenomena izvanzemaljskih otmica. Godine 1977. dobio je Pulitzerovu nagradu za biografsko djelo o T. E. Lawrenceu, pod naslovom Princ našeg poremećaja.
Više školovanje je započeo na koledžu Oberlin, poslije čega je 1951. godine upisao Harvardsku medicinsku školu, gdje je doktorirao 1955. godine. Po završetku školovanja, odradio je stažiranje u glavnoj bolnici Massachusets te je ujedno završio psihijatrijski trening u Centru za mentalno zdravlje Massachusetts (MMHC). U razdoblju od 1959. do 1961. godine služio je, kao bolničar u Japanu, u Američkom ratnom zrakoplovstvu te je stekao čin satnika. 
Godine 1994. napisao je i izdao djelo Otmice: Susreti ljudi s izvanzemaljcima, koje je napisao na temelju svog istraživanja izvanzemaljskih otmica, što je započeo 1990. godine. U svom istraživanju poslužio se hipnotiziranjem navodnih žrtava otmica, kako bi im vratio sjećanje na te događaje, zbog čega je bio izložen kritici onih koji su tvrdili da su takva sjećanja nepouzdana. Dr. Mack je odbacivao takve kritike, vjerujući da svjedočenja njegovih pacijenata nisu posljedica mentalne bolesti, paralize sna, napadaja ili snova i noćnih mora.
Zaprijetio mu je otkaz na medicinskoj školi Harvadr, poslije objavljivanja knjige o izvanzemaljskih otmicama, ali je odbor koji je odlučivao o njegovom statusu naposljetku zaključio da dr. Mack ima pravo pisati o bilo kakvim temama, ako se drži "racionalnih i znanstvenih metoda".
Godine 1999. napisao je novu knjigu Putovnica za svemir: ljudska transformacija i susreti s izvanzemaljcima.
Poginuo je u automobilskoj nesreći, nedugo prije svog 75-og rođendana.